# Автобіографія
Автобіогра́фія (грец. αὐτός — сам, грец. βίος — життя, грец. γράφω — пишу), також саможиттє́пис — літературний жанр, головним героєм якого (в літературному сенсі) є сам автор; основа автобіографістики, що включає, крім автобіографії, мемуари (спогади), щоденники, почасти й листування, а також автобіографічні художні твори. Все це можна означити терміном «автобіографізм», тобто тією особливістю, що полягає в наповненні твору фактами з власного життя письменника. Як жанр, автобіографія у світовій літературі дуже поширений і має давню історію (Гай Юлій Цезар, Ж.-Ж. Руссо («Сповідь»), Й.-В. Ґете, О. Герцен («Минуле і думи»), Л. Толстой). Однак на відміну від щоденника та мемуарів, автобіографія зосереджується на житті самого автора, тоді як перші більше уваги приділяють спогадам про людей, з якими письменник зустрічався, подіям, свідком яких був. А. притаманно узагальнювати події та факти власного життя та підпорядковувати їх певній художній концепції, що надає творові ідейно-художньої цілісності. Виняткова роль автобіографії у збереженні історичної пам'яті, у самопізнанні людини та нації.
Слово входить до переліку слів з літерою Ґ за словником Бориса Грінченка.

## Автобіографічні твори
В українській літературі родовід саможиттєпису започатковується «Поученієм» Володимира Мономаха. XIX сторіччя дало чимало видатних творів, починаючи від «Журналу», «Автобіографії», «Художника» Тараса Шевченка (1860) і «Автобіографії» Пантелеймона Куліша (1867), а також мемуаристики М. Драгоманова, М. Костомарова, І. Нечуя-Левицького, І. Франка («Олівець», «Отець гуморист») та інших.
XX століття для української літератури в галузі автобіографістики особливе: в Україні під ідеологічним тиском цензури вона існувала хіба що у формах художніх: «Мандрівка в молодість» Максима Рильського, «Зачарована Десна» Олександра Довженка та інших. Великою подією була поява «Розповіді про неспокій» Юрія Смолича (1968-72).
Значні набутки має українська еміграційна мемуаристика — «Зустрічі і прощання» Г. Костюка, 1987.
В американській літературі — роман Сюзанни Кейсен «Перерване життя».

## У діловодстві
В канцелярському діловодстві (в радянській традиції) автобіографією називається життєпис певної особи, складаний ним самим у вигляді документу, який становить складову особової справи. Автобіографія може використовуватись для укладання психологічної характеристики працівника, вивчення його життєвого шляху та особистісних якостей: стиль викладення, акценти на тих чи інших сторонах життя, допомагає судити про психологічні особливості людини. Головною перевагою автобіографії є основні факти трудової та громадської діяльності, які дозволяють уявити та оцінити життєвий шлях людини. Через це автобіографію нерідко використовують у процесі відбору кадрів.
Цей документ характеризується незначним рівнем стандартизації. Головні вимоги під час його написання — вичерпність потрібних відомостей і лаконізм викладу. В автобіографіях обов'язково зазначаються:
1. Назва документа.
2. Прізвище, ім'я, по батькові.
3. Дата народження.
4. Місце народження (місто, село, селище, район, область, країна).
5. Відомості про навчання (повне найменування всіх навчальних закладів, у яких доводилось вчитися).
6. Відомості про трудову діяльність (стисло, в хронологічній послідовності назви місць роботи й посад).
7. Відомості про громадську роботу (всі її види).
8. Стислі відомості про склад сім'ї (батько, мати, чоловік, дружина, діти).
9. Дата написання й підпис автора.

Заголовок («Автобіографія») пишуть посередині рядка, трохи нижче за горішнє поле. Кожне нове повідомлення починають з абзацу. Дата написання ставиться ліворуч під текстом, підпис автора — праворуч.
З відходом від радянських традицій кадрової роботи, автобіографію поступово замінює резюме.